# Unterpleichfeld
Unterpleichfeld – miejscowość i gmina w Niemczech, w kraju związkowym Bawaria, w rejencji Dolna Frankonia, w regionie Würzburg, w powiecie Würzburg. Leży około 12 km na północny wschód od Würzburga, nad rzeką Pleichach, przy drodze B19.

## Dzielnice
W skład gminy wchodzą trzy dzielnice: 
- Burggrumbach
- Hilpertshausen
- Unterpleichfeld

## Demografia
| Rok  | Liczba mieszk. |
| ---- | -------------- |
| 1970 | 1999           |
| 1987 | 2376           |
| 2000 | 2741           |

## Oświata
(na 1999)

W gminie znajduje się 125 miejsc przedszkolnych (z 102 dziećmi) oraz szkoła podstawowa (27 nauczycieli, 399 uczniów).